# 石聰
石聪（？—333年），十六国初期人物，石聪又作石悤、石蔥。
石聪本西晋汉族人，石勒收为养子，冒姓石氏。在石勒时担任汲郡内史。石勒派遣石生攻打东晋颍川、许昌，被东晋军所败，石聪驰救，击败东晋后将军郭默率领的晋军。石聪与石堪渡过淮河，攻克寿春（今安徽省寿县），击败豫州刺史祖约的晋军。建平四年（333年），石勒死后，石虎专权。于是石聪遣使到东晋请降求援，救兵未到，被石虎所杀。